# Protonemura gevi
Protonemura gevi is een steenvlieg uit de familie beeksteenvliegen (Nemouridae). De wetenschappelijke naam van de soort is voor het eerst geldig gepubliceerd in 2010 door Tierno de Figueroa & Lopez-Rodriguez.
Het mannetje wordt 6,1–8,0 millimeter lang, met vleugels van 4,2–4,7 mm. Het vrouwtje wordt 6,9–8,4 mm lang, met vleugels van 5,0-5,9 mm.
De soort is ontdekt in de grot Cueva del Nacimiento del Arroyo de San Blas in Siles, Jaén, Spanje.